# 4727 Ravel
4727 Ravel (1979 UD1) là một tiểu hành tinh vành đai chính được phát hiện ngày 24 tháng 10 năm 1979 bởi Freimut Börngen và K. Kirsch ở Tautenburg.